# Cattedrale di Lisbona

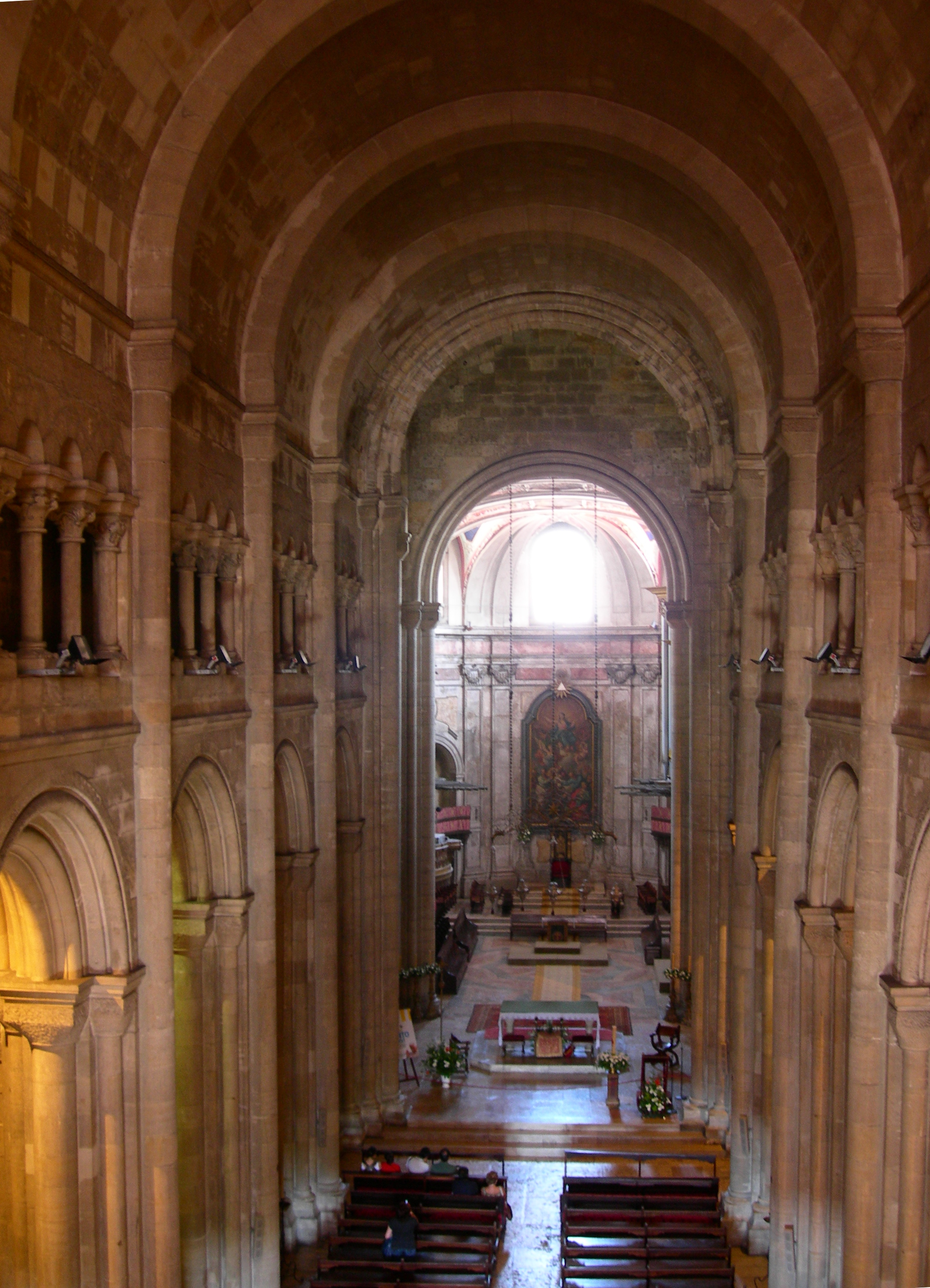
Vista dell'interno, inquadrato dall'alto.

La cattedrale patriarcale di Santa Maria Maggiore (in portoghese:  Sé de Lisboa o Igreja de Santa Maria Maior) è il principale luogo di culto cattolico della città di Lisbona, chiesa madre dell'omonima arcidiocesi metropolitana.

## Storia
Nel 1150, tre anni dopo aver riconquistato Lisbona sottraendola ai Mori, Alfonso I del Portogallo fece costruire una cattedrale per il nuovo vescovo di Lisbona, il crociato inglese Gilberto di Hastings, sul terreno di una vecchia moschea. Sé è l'abbreviazione di "sede episcopalis", cioè sede vescovile.
La cattedrale, distrutta da tre terremoti nel XIV secolo e da quello del 1755, nei secoli subì notevoli trasformazioni e oggi è un insieme di vari stili architettonici.

## Descrizione

### Architettura
La facciata principale della cattedrale è in stile romanico. Essa è affiancata da due torri campanarie gemelle con coronamento merlato. Al centro della facciata, si trova il portale, con profonda strombatura, sormontato dal grande rosone circolare.
L'interno della cattedrale è a croce latina, con tre navate e profonda abside con deambulatorio e cappelle radiali. Delle decorazioni in stile barocco volute da Giovanni V nella prima metà del XVIII secolo non rimangono che quelle dell'abside, essendo state rimosse quelle delle navate e dei transetti.
La cappella dei santi Cosma e Damiano ospita sarcofagi del XIV secolo di Lopo Fernandes Pacheco, compagno d'armi del re Alfonso I, e della seconda moglie, Maria de Villalobos. Sulle tombe sono scolpite le figure del nobile con la barba e la spada in mano e della moglie che stringe un libro di preghiere, con i cani seduti ai piedi. Nella cappella adiacente troviamo le tombe di Alfonso IV e della moglie Beatrice.

### Organi a canne
La cattedrale possiede due organi a canne. Il più antico, costruito nel 1785-6 dall'organaro Joaquim António Fontanes Peres, è situato sulla cantoria lungo la parete sinistra dell'abside ed attualmente non è funzionante.
Di fronte a questo, a pavimento, si trova un secondo organo a canne, costruito dalla ditta organaria nederlandese Flentrop Orgelbouw nel 1964. Lo strumento, tuttora funzionante e regolarmente utilizzato sia per accompagnare le liturgie, sia per concerti, ha 51 registri. La sua consolle, a finestra, dispone di quattro tastiere di 56 note ciascuna ed una pedaliera dritta di 30 note. La medesima ditta costruì nello stesso anno un organo positivo di 8 registri.